# (2484) Parenago
(2484) Parenago (1928 TK) – planetoida z pasa głównego asteroid okrążająca Słońce w ciągu 3,59 lat w średniej odległości 2,34 au. Odkryta 7 października 1928 roku.